# Cambessedesia membranacea
Cambessedesia membranacea är en tvåhjärtbladig växtart som beskrevs av George Gardner. Cambessedesia membranacea ingår i släktet Cambessedesia och familjen Melastomataceae.

## Underarter
Arten delas in i följande underarter:
- C. m. bahiana
- C. m. membranaceae